# Сависаар, Эдгар Эльмарович
Эдгар Эльмарович Сависаар (эст. Edgar Savisaar; 31 мая 1950[…], Харку, Харьюмаа — 29 декабря 2022, Таллин) — эстонский политик, в 1991—2016 годах — председатель Центристской партии, в 2001—2004 и 2007—2015 годах — мэр Таллина.

## Биография

### Происхождение и детство
Родился в посёлке Харку Харьюского района Эстонской ССР в тюрьме, где его мать Мария (девичья фамилия Бурешина, родилась в деревне Калки Печорского района) отбывала пятилетний срок. Родителей Сависаара арестовали летом 1949 года за продажу лошади с целью избежать её экспроприации колхозом. Отец Эдгара Сависаара, Эльмар, был приговорён к 15 годам лагерей. Летом 1950 года Мария Сависаар вместе с маленьким Эдгаром вернулась в родной посёлок Вастсе-Куусте, находящийся ныне в уезде Пылвамаа.

### Образование
После окончания школы продолжил обучение в Тартуском университете. В 1973 году, по окончании университета, получил диплом историка. В 1980 году написал кандидатскую диссертацию по философии на тему «Социально-философские основы глобальных моделей Римского клуба».

### Карьера
С 1980 по 1988 год работал в государственных учреждениях, занимавшихся экономическим планированием. В 1987 году был одним из авторов экономической программы по переводу Эстонии на полный хозяйственный расчет (так называемая «Хозрасчётная Эстония», эстонская аббревиатура: IME). В 1988—1989 годах был научным консультантом фирмы «Майнор».
Возглавлял вместе с Марью Лауристин Народный Фронт Эстонии и с 1990 года участвовал в работе Конгресса Эстонии. Народный депутат СССР от Вильяндиского северного национально-территориального избирательного округа № 459 Эстонской ССР. Член Комитета Верховного Совета СССР по вопросам работы Советов народных депутатов, развития управления и самоуправления.
В 1989 году стал заместителем Председателя Совета Министров Эстонской ССР и главой Комитета государственного планирования. 3 апреля 1990 года был назначен Председателем Совета Министров Эстонской ССР. Стал первым премьер-министром после принятия 8 мая 1990 года закона о восстановлении действия Конституции независимой Эстонии 1938 года. Его правительство оставалось у власти до 29 января 1992 года, когда он был вынужден уйти в отставку из-за тяжёлого положения в экономике.
С 1992 по 1995 годы Эдгар Сависаар был вице-спикером Рийгикогу. В период с 17 апреля по 10 октября 1995 года был министром внутренних дел. После обвинений в незаконной записи частных разговоров c другими политиками (так называемый «плёночный скандал») всё правительство пало. Хотя его участие в записи никогда не было доказано, он заявил, что уходит из политики. Однако уже в 1996 принял участие в муниципальных выборах и стал председателем Таллинского городского собрания. С 2001 по 2004 год был мэром Таллина. С 2005 по 2007 год являлся министром экономики и коммуникаций в коалиционном правительстве с премьер-министром Андрусом Ансипом во главе. В 2007 году стал вновь мэром Таллина.
На выборах в Городское собрание Таллина, прошедших 18 октября 2009 года, за Центристскую партии и персонально за Эдгара Сависаара проголосовало рекордное количество избирателей, в результате чего он сохранил за собой пост мэра города.
На парламентских выборах 2011 года Эдгару Сависаару удалось набрать рекордное персональное количество голосов — 23000. От должности депутата Рийгикогу Сависаар, тем не менее, отказался.
С 9 по 14 марта 2015 года находился с рабочим визитом в Бангкоке на встрече мэров городов и губернаторов Азии и Европы.
5 ноября 2016 года на съезде центристской партии председателем партии был избран Юри Ратас. Бывший до этого бессменный лидер Эдгар Сависаар вначале выдвинул свою кандидатуру на переизбрание, а потом отказался переизбираться.

### Состояние здоровья и уголовное дело
18 марта 2015 года был доставлен в отделение анестезиологии и интенсивной терапии Тартуского университета с двусторонним воспалением лёгких. При обследовании у него была выявлена стрептококковая инфекция с возникновением синдрома токсического шока. Это привело к серьёзному поражению жизненно важных органов, в том числе почек, из-за чего политик был подключён к аппарату, поддерживающему деятельность почек. По словам специалистов, инфекция могла проникнуть из-за сантиметровой царапины на коже голени. Инфекция в результате некроза слишком серьёзно повредила ткани правой ноги, из-за чего было принято решение о хирургическом вмешательстве. 19 марта ему была сделана первая операция. Были удалены омертвевшие ткани, в результате чего удалось приостановить распространение инфекции. Затем стало ясно, что нужна ещё одна операция. Она была проведена 23 марта, тогда политику была ампутирована правая нога выше колена. 12 мая мэра перевезли в Ида-Таллиннскую центральную больницу. 18 июня политик был выписан из больницы. В августе вернулся на рабочее место.
23 сентября 2015 года был доставлен в Ида-Таллиннскую центральную больницу с предынфарктным состоянием после допроса в Полиции безопасности. 25 сентября ему была сделана операция по зондированию сердца. 29 сентября был выписан.
На следующий день Харьюский уездный суд принял решение удовлетворить ходатайство прокуратуры и отстранить его от поста мэра Таллина в связи с возбуждённым в отношении него уголовным делом. Эдгар Сависаар подозревался в коррупции, в частности расследовалась его связь со швейцарским семейным фондом «Arsai Investment».
Сависаар обжаловал отстранение от должности вплоть до Европейского суда по правам человека. ЕСПЧ отклонил его жалобу, хотя и не единогласно.
В июне 2017 года начался суд над Сависааром. В декабре 2018 года Государственный суд Эстонии постановил прекратить дело и вернуть его в ведение Харьюского уездного суда из-за проблем со здоровьем подследственного.
Эдгар Сависаар скончался 29 декабря 2022 года в неврологическом отделении Ида-Таллиннской центральной больницы. Церемония прощания с политиком прошла 5 января 2023 года в здании Национальной оперы «Эстония»; в тот же день он был похоронен на новом кладбище (Võnnu new cemetery) посёлка Вынну.

## Оценки деятельности
Эдгар Сависаар является одной из самых противоречивых и скандальных политических фигур Эстонии. В некоторых слоях населения он имеет репутацию заступника русских в Эстонии, многие видят в нём также защитника бедных. Идейные противники критиковали его за авторитарные, а партию в целом — за левопопулистские (по эстонским меркам) наклонности. Видели в нём и агента влияния России на эстонскую политику и «угрозу безопасности» страны — так, в декабре 2010 года вокруг политика разразился скандал из-за подозрений в использовании для финансирования избирательной кампании средств, полученных из России, при этом политик устранился от скорейшей защиты своей репутации.
Вошёл в составленный в 1999 году по результатам письменного и онлайн-голосования список 100 великих деятелей Эстонии XX века.

## Семейное положение
С 1996 года Эдгар Сависаар третьим браком был женат на Вилье Сависаар (в 2009—2014 годах депутат Европарламента), с которой имел дочь Росину. 15 декабря 2009 года на совместном брифинге супруги Сависаар сообщили о принятом ими обоюдном решении расторгнуть брак. После развода Вилья Сависаар призналась журналистам, что с Эдгаром Сависааром у неё никогда не было «нормальных отношений мужчины и женщины».
Имел сына Эрки и внучек Элис и Рийн от первого брака с Кайре Сависаар. От второго брака с Лийз Сависаар имел дочь Марию и сына Эдгара.

## Награды
- Орден Государственного герба 1-й степени (Эстония, 6 февраля 2006 года)[38]
- Орден Государственного герба 2-й степени (Эстония, 2 февраля 2001 года)[39]
- Великий офицер ордена Трёх звёзд (Латвия, 30 ноября 2005 года)[40]
- Медаль Балтийской ассамблеи (2009)[41]
- Лауреат Литературной премии Эстонской ССР имени Юхана Смуула (1988)
- Орден Славы и чести II степени (2013, РПЦ)[42]
- Знак «Герб Таллина» (2007)